# Вейно (Псковская область)
Вейно — деревня в Добручинской волости Гдовского района Псковской области. Вейно находится на севере Гдовского района рядом с деревней Журавлёв Конец. В деревне протекает речка Вейнка.

## Население
| 2001 | 2002 | 2010 |
| ---- | ---- | ---- |
| 194  | ↘156 | ↘105 |

Численность населения деревни на 2000 год составляла 194 человека, на 2009 год — 149 человек.

## История
Предположительно деревня названа по реке Вейнке, с финского языка слово вейно (veino) можно перевести как широкое устье.
В 1743 году при содействии помещика Хвостова здесь была построена каменная церковь памяти Обновления храма Воскресения Христова.
В исповедной росписи 1827 года в Воскресенском селе Вейне было учтено 5 дворов церковного причта, 8 человек мужского и 12 человек женского пола (упоминаются священник Николай Михайлов, дьякон Феодор Никифоров, дьячок Иван Симонов, пономарь Гавриил Павлов, просвирня Матрона Терентьева), за помещиком прапорщиком и кавалером Василием Ивановичем Семевским здесь был записан 1 двор, в котором проживали его дворовые люди: 45 человек мужского, 43 человека женского пола.
В 1838 году село Вейно (34 человек мужского, 42 человек женского полов) принадлежало помещику коллежскому асессору Николаю Васильевичу Семевскому. После его смерти эта усадьба достаётся надворному советнику Ивану Михайловичу Бландову.
К 1855 году в усадьбе Вейно проживала вдова Екатерина Матвеевна Бландова (жена умершего И. М. Бландова), она же владела этой усадьбой и несколькими окрестными деревнями на момент отмены крепостного права и выделения крестьянам земли.
В 1864 году на мызе Вейно стоял 1 двор, где проживало 27 человек мужского и 13 женского пола, находился винокуренный и лесопильный заводы, водяная мельница; в селе Вейно насчитывалось 8 дворов.
В 1878 году Воскресенская церковь была отремонтирована. Два её придела были посвящены Благовещению и святому Митрофану Воронежскому.
Бландовым принадлежала мыза Вейно примерно до 1900-1905 года. До революции в деревне устраивали ярмарки (на месте современного магазина). После революции в 1917 году в бывшем усадебном доме была размещена начальная школа. В советское время церковь разрушили. В настоящее время (2012 год) на месте бывшей усадьбы построена деревянная церковь Воскресения Христова. А на кладбище у бывшего храма сохранилось 5 старинных каменных крестов, высотой порядка 0,5 метра (в надписях на крестах дат не приведено).
Во время Великой Отечественной войны в деревне побывали немцы (стояла транспортная часть).
Решением Псковского облисполкома от 7 февраля 1977 года № 41 в деревню Вейно была включена стоявшая рядом деревня Лужок.
До 2005 года существовала Вейнская волость. Затем она была объединена с Добручинской.
В 2012 году в деревне была закрыта Вейнская основная общеобразовательная школа.

## Инфраструктура
В Вейно есть почтовое отделение (181616), магазин. Старинное кладбище (где стояла старая церковь) не используется. .

## Природа
Окрестные леса богаты дичью, ягодами и грибами. Из промысловых животных тут обитают медведь, кабан, волк, косуля, рысь, лось и белка. Леса смешанные, преимущественно хвойные.